# Пець Роман Васильович
Роман Васильович Пець (нар. 21 червня 1969, Харків, УРСР) — радянський та український футболіст, захисник.

## Кар'єра гравця
Роман Пець, уродженець Харкова, розпочав заняття футболом у 1977 році в шкільному клубі «Алмаз». Його першим тренером став Володимир Виноградов. У 15 років вступив до Харківського училищі фізичної культури № 1 (де в одній групі з ним займався Андрій Канчельскіс). Спочатку з нього планували зробити нападника, але на цій позиції його успіхи не вражали, і його перевели в захист. Після закінчення училища в 1986 році був включений до складу місцевого клубу «Маяк», який виступав у другій лізі чемпіонату СРСР. Після першого сезону був мобілізований в армію, під час служби деякий час виступав за аматорський клуб СКА (Чита). Після закінчення служби повернувся в «Маяк», а в 1989 році був запрошений Леонідом Ткаченко в «Металіст», який виступав у вищому дивізіоні чемпіонату СРСР.
У перший сезон в «Металісті» Пець в основному виступав за дублерів, але вже з 1990 року постійно входив до основного складу. У 1992 році він дійшов з «Металістом» до фіналу Кубка України, де харків'яни програли з мінімальним рахунком одеському «Чорноморцю».
У 1993 році, після завершення другого чемпіонату України, Пеця й Сергія Кандаурова придбав у «Металіста» ізраїльський клуб «Маккабі» (Хайфа), де вже грав ще один українець Іван Гецко. Утрьох українські легіонери, за спогадами самого Пеця, «закривали» ключові позиції в центрі оборони, півзахисті й нападі. Попри те, що Пець не був швидкісним гравцем, він грав розумно, передбачаючи дії суперників й опиняючись в потрібний час у потрібному місці. У свій перший сезон з «Маккабі» Пець став чемпіоном Ізраїлю, зігравши ключову роль в успіху команди. Окрім цього, з ізраїльським клубом він взяв участь в розіграші Кубка володарів кубків і обіграв з ним московський «Торпедо», забивши другий з трьох м'ячів у ворота російського клубу в домашньому матчі. Після цього «Маккабі» зустрічався з італійською «Пармою» та за участю Пеця здобув перемогу в гостях, програвши тільки в серії пенальті. Наприкінці сезону в матчі з тель-авівським «Маккабі» гравець суперників Меїр Меліка зламав Роману ногу (сам Пець вважав, що це було зроблено навмисно), і повернувся в стрій він лише через півроку. Проте за залишок сезону 1994/95 років він встиг стати з командою володарем Кубка Ізраїлю. Після двох з половиною сезонів у Хайфі його позичили в холонський «Цафрірім», де він грав до 1997 року.
Повернувшись в 1997 році в Україну, Пець провів рік у «Чорноморці», куди його запросив колишній гравець «Металіста», а в той час тренер одеситів Леонід Буряк. Вдало провівши осінню частину сезону, команда закінчувала його з важкими фінансовими проблемами і без тренера, вибувши за його підсумками з вищої української ліги. Проте до цього моменту у вищу лігу повернувся «Металіст», звідки Пецю надійшла нова пропозиція. У «Металісті» він залишався після цього до самого кінця ігрової кар'єри в 2004 році, зігравши за цей час понад сто матчів за цей клуб і забивши шість м'ячів, в тому числі два в день свого 30-річчя в ворота львівських «Карпат».

## Кар'єра тренера
Після закінчення активних виступів у 2004 році Пець став спортивним директором ДЮСШОР  «Металіста». Уже того ж року він отримав пропозицію від Геннадія Литовченка приєднатися до тренерського складу нового клубу «Харків» і, прийнявши цю пропозицію, чотири сезони тренував молодіжний склад команди. З 2008 року він очолив футбольну школу харківського клубу «Арсенал».

## Досягнення
- Кубок України
  -  Фіналіст (1): 1992

- Перша ліга чемпіонату України
  -  Срібний призер (1): 2004

- Прем'єр-ліга
  -  Чемпіон (1): 1994
  -  Срібний призер (2): 1995, 1996

- Кубок Ізраїлю
  -  Володар (1): 1995